# Paracollyria calosoma
Paracollyria calosoma är en stekelart som beskrevs av Pierre L. G. Benoit 1956. Paracollyria calosoma ingår i släktet Paracollyria och familjen brokparasitsteklar. Inga underarter finns listade i Catalogue of Life.